# Everything But the Girl (singel)
Everything But the Girl – drugi singel szwedzkiego piosenkarza Darina z trzeciej płyty Break the News. Wydany w Szwecji 31 stycznia 2007.

## Utwory na płycie
1. "Everything But the Girl" — 3:48
2. "Everything But The Girl (Instrumental)" - 3:48

## Pozycje na listach
| Lista (2007) | Pozycja |
| ------------ | ------- |
| Szwecja      | 38      |